# ماريا ديل كارمين غارسيا
ماريا ديل كارمين غارسيا هي منافسة ألعاب القوى كوبية، ولدت في 27 يوليو 1969.

## وصلات خارجية
- ماريا ديل كارمين غارسيا على موقع الاتحاد الدولي لألعاب القوى (الإنجليزية)